# ゆら型輸送艦
ゆら型輸送艦（ゆらがたゆそうかん、英語: Yura-class utility landing ships）は海上自衛隊が保有していた輸送艦の艦級。現役当時は、海上自衛隊において「艦」の名称の付く艦艇の中では最小であった。
昭和54年度計画で2隻が建造され、地方隊において主に沿岸部僻地や離島部への業務輸送に用いられてきたが、2012年・2013年に相次いで退役し、運用を終了した。

## 概要
沿岸僻地地帯や離島に対する人員・物資を輸送するために計画・建造されたが、500t前後の規模の輸送艦は、海上自衛隊として本型が初めてであった。
物資の揚陸方法は、海岸に擱座し、艦首の門扉（バウ・ドア）を開き、道板（バウ・ランプ）を下ろして行う。このビーチングのために、艦底は平底となっており、離礁に利用するための錨が艦尾にある。一方、この離岸用錨を双錨泊にも利用できるため、主錨は左艦首に1つだけ有する。バウ・ドアは観音開きの2枚式であり、油圧によって開閉し、その内側にバウ・ランプがある。艦の前部はオープン・デッキ式の車両甲板で、その両舷は、波浪打ち込み防止を兼ねた背の高い防水区画になっている。両舷側には貨物揚搭用のデッキクレーンが設置されている。艦橋・兵員居住区・機関部などは艦の後部に設けられた3層の艦橋構造物にまとめられており、またその頂部には唯一の固定武装として、人力操砲式の20mm機関砲が1基備えられている。重心降下のため、上部構造物の外板厚はかなり薄いものとなっている。なお搭載艇としては、旧世代のDEと同じ6メートル型内火艇が用いられたが、本型はこれを搭載した最後の艦であった。
車両甲板上には車両であれば73式中型トラック4両、物資であれば50トンを搭載できるが、耐荷重などの関係上、戦車の搭載はできない。揚陸部隊としては70名が乗艦できるが、揚陸部隊居住区の設備は仮眠ができる程度の簡素なものとされている。
装備の割に艦型が小型に過ぎたことから、本型の建造は2隻で終了し、設計を簡易化した輸送艇1号型に移行した。

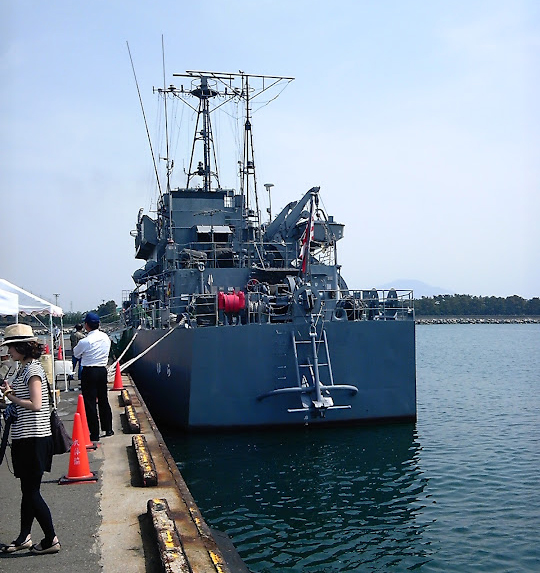
離岸用の艦尾錨
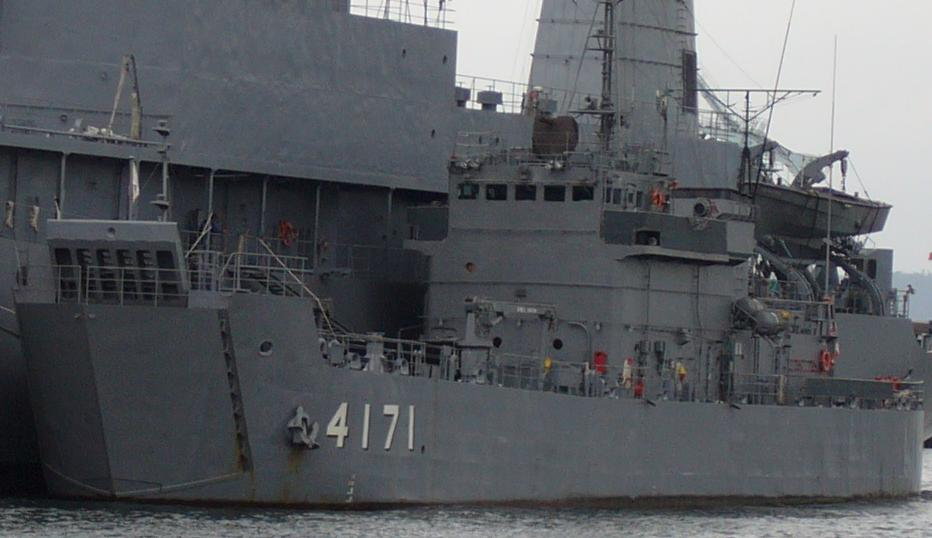
左舷にのみ主錨を有する
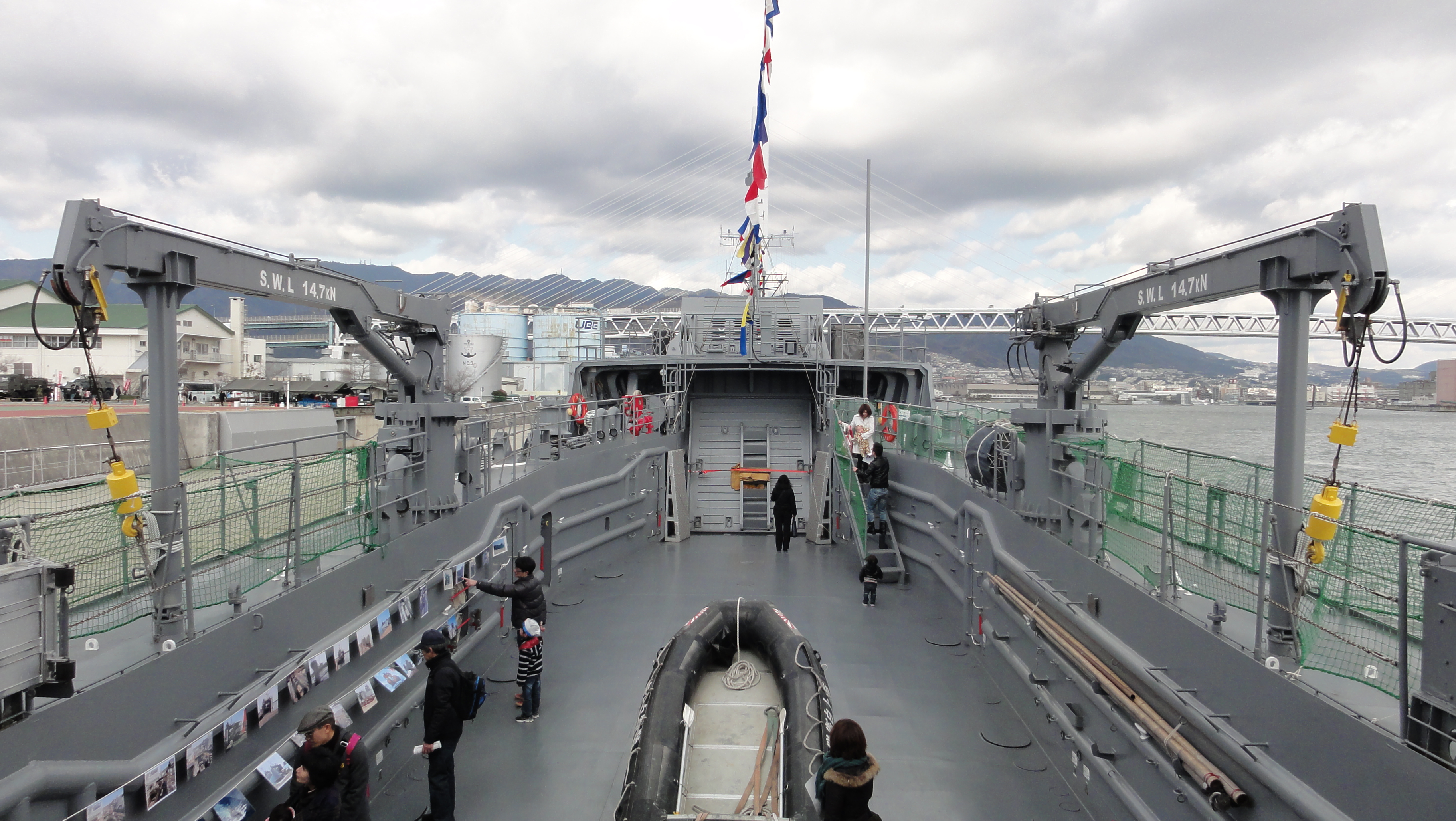
車両甲板。両舷にデッキクレーン、艦首側にはバウランプが見える。

## 同型艦
| 艦番号   | 艦名 | 建造          | 起工                        | 進水                         | 竣工                        | 配属 | 退役                        |
| -------- | ---- | ------------- | --------------------------- | ---------------------------- | --------------------------- | ---- | --------------------------- |
| LSU-4171 | ゆら | 佐世保 重工業 | 1980年 （昭和55年） 4月23日 | 1980年 （昭和55年） 10月15日 | 1981年 （昭和56年） 3月27日 | 呉   | 2013年 （平成25年） 4月12日 |
| LSU-4172 | のと | 佐世保 重工業 | 1980年 （昭和55年） 4月23日 | 1980年 （昭和55年） 11月12日 | 1981年 （昭和56年） 3月27日 | 舞鶴 | 2012年 （平成24年） 4月6日  |